# Manfred von Brauchitsch
| Manfred von Brauchitsch                                | Manfred von Brauchitsch        |
| ------------------------------------------------------ | ------------------------------ |
| Manfred von Brauchitsch na Velikoj nagrad Monaka 1937. |                                |
| Državljanstvo                                          | njemačko                       |
| Europsko automobilističko prvenstvo                    |                                |
| Sezone                                                 | 1935. − 1939.                  |
| Momčadi                                                | Mercedes-Benz                  |
| Utrke                                                  | 23                             |
| Prvenstva                                              | 0                              |
| Pobjede                                                | 2                              |
| Podiji                                                 | 11                             |
| Prvo startno mjesto                                    | 1                              |
| Najbrži krugovi                                        | 2                              |
| Prva utrka                                             | Velika nagrada Monaka 1935.    |
| Prva pobjeda                                           | Velika nagrada Monaka 1937.    |
| Posljednja pobjeda                                     | Velika nagrada Francuske 1938. |
| Posljednja utrka                                       | Velika nagrada Švicarske 1939. |

Manfred Georg Rudolf von Brauchitsch (Hamburg, Drugo Njemačko Carstvo, 15. kolovoza 1905. - Schleiz, Njemačka, 5. veljače 2003.) je bio njemački vozač automobilističkih utrka.
Rođen u pruskoj dinastiji vojnih časnika u Hamburgu, Manfred se pridružio vojsci odmah nakon škole. U vrijeme kad je 1928. napustio vojsku, bio je narednik, a njegov stric, Walther von Brauchitsch, kasnije je postao jedan od vodećih nacističkih generala.
Utrkivati se počeo 1929. godine, a do 1932. privlačio je pažnju izvedbama u privatnom sportskom automobilu Mercedes SSKL, kupljenim od novčanih sredstvima jednog od svojih rođaka. Njegov prvi veći uspjeh u utrci bio je na stazi AVUS u blizini Berlina, gdje je pobijedio sunarodnjaka Rudolfa Caracciolu u Alfa Romeu. Uoči utrke Eifelrennen na Nürburgringu, Manfredov bolid Mercedes W25, težio je 751 kg. Pošto je Međunarodna automobilistička organizacija propisala najveću težinu bez guma i goriva od 750 kg, Manfred nije mogao nastupati na utrci. A onda su se on i trkaći menadžer Alfred Neubauer sjetili ostrugati svu boju, pa je dan kasnije bolid osvanuo u srebrnoj boji aluminija. Nakon što je von Brauchitsch slavio na utrci, rodio se nadimak Srebrne strijele.
Od 1935. do 1939. nastupao je u Europskom automobilističkom prvenstvu za Daimler-Benz. U prvoj sezoni osvojio je tri postolja na Velikim nagradama u Francuskoj, Belgiji i Španjolskoj, te sezonu završio na trećem mjestu konačnog poretka vozača. Nakon što 1936. nije imao puno uspjeha, Manfred je 1937. upisao prvu pobjedu na Velikoj nagradi Monaka. Iste sezone ostvario je još dva postolja u Njemačkoj na Nürburgringu i Švicarskoj na Bremgartenu, te osvojio titulu viceprvaka iza Rudolfa Caracciole. Sljedeće 1938. pobjeđuje na Velikoj nagradi Francuske i osvaja još dva postolja na Bremgartenu i Monzi, te još jednom sezonu završava kao viceprvak iza Caracciole. U posljednjoj sezoni 1939., koja je bila prekinuta zbog izbijanja Drugog svjetskog rata, von Brauchitsch je osvojio dva postolja na Velikoj nagradi Belgije i Velikoj nagradi Švicarske, a u trenutku prekida sezone, nalazio se na četvrtom mjestu u poretku vozača.
Tijekom rata služio je kao privatni tajnik generala, u njemačkoj motoriziranoj diviziji i kao savjetnik za tenkove u ministarstvu naoružanja Alberta Speera. Nakon toga nakratko se preselio u Argentinu, prije nego što se vratio u Zapadnu Njemačku, gdje je 1948. postao sportski predsjednik njemačke automobilističke organizacije (Automobilclub von Deutschland). Godine 1955. pobjegao je u Istočnu Njemačku kako bi izbjegao velike porezne dugove, a nakon ujedinjenja Njemačke 1989., prisustvovao je nekim funkcijama Mercedes-Benza, uključujući i dolazak u Veliku Britaniju radi pokretanja novog partnerstva momčadi McLaren i Mercedesa kao dobavljača motora u Formuli 1 1997.
Nakon smrti Hermanna Langa 1987., Manfred von Brauchitsch je ostao posljednji živući vozač predratnih Srebrnih strijela. Preminuo je u Gräfenwarthu, okrugu Schleiza 2003., u dobi od 97 godina.

## Vanjske poveznice
- Manfred von Brauchitsch - Driver Database